# Torneo Clausura 2020 (Liga MX Femenil)
El Torneo Clausura 2020 fue la VI edición del campeonato de liga de la Primera División Femenil de México.
La Primera División Femenil de México, conocida también como Liga MX Femenil, es la principal liga de fútbol profesional femenil en México la cual está regulada por la Federación Mexicana de Fútbol.

## Cambios
Este torneo se jugó con 18 equipos debido a la desafiliación y desaparición de Veracruz, lo cual hizo que su filial femenil desapareciera también. Por lo tanto, se disputarían 17 jornadas. 
La clasificación se realizaría por Tabla General. En la Fase Final calificarán los ocho primeros Clubes y Cuartos de final, Semifinales, así como la Final se jugarán a visita recíproca.
También, se decidió mantener la Regla de Menores en la que los Clubes deberán sumar mínimo 1,000 minutos con jugadoras nacidas en 2001 o en años posteriores. La fecha mínima para registrar a una futbolista será 1 de enero del 2004.
El rango de edad que se manejaba como Sub-24 cambiará a Sub-25 con la finalidad de dar seguimiento al proceso de formación de las jugadoras. Los Clubes podrán registrar sin número de restricción a futbolistas de dicha categoría.
Se permitirán registrar y alinear únicamente a 6 mayores y a 6 México-estadounidenses.
Debido a la contingencia por la pandemia de COVID-19, la Federación Mexicana de Fútbol decidió suspender toda actividad futbolística, incluyendo Liga MX Femenil, al término del partido entre América y Cruz Azul de la Jornada 10 de la Liga MX hasta nuevo aviso. Al final, se determinó que al no contar con las condiciones para reanudar el torneo debido a la contingencia y restricciones de calendario, se decidió darlo por terminado sin declarar ningún campeón.

## Información de los equipos

### Equipos por Entidad Federativa
Para el VI torneo de la liga, la entidad federativa de los Estados Unidos Mexicanos con más equipos en la Primera División Femenil fue la Ciudad de México con tres equipos.
| Santos Pachuca Juárez Monterrey Tigres Morelia Atlas Guadalajara Tijuana Toluca América Cruz Azul UNAM León Querétaro Necaxa Atlético de San Luis Puebla |

| Entidad Federativa | N.º | Equipos                    |
| ------------------ | --- | -------------------------- |
| Ciudad de México   | 3   | América, Cruz Azul y Pumas |
| Jalisco            | 2   | Atlas y Guadalajara        |
| Nuevo León         | 2   | Monterrey y Tigres         |
| Aguascalientes     | 1   | Necaxa                     |
| Baja California    | 1   | Tijuana                    |
| Chihuahua          | 1   | Juárez                     |
| Coahuila           | 1   | Santos                     |
| Estado de México   | 1   | Toluca                     |
| Guanajuato         | 1   | León                       |
| Hidalgo            | 1   | Pachuca                    |
| Michoacán          | 1   | Morelia                    |
| Puebla             | 1   | Puebla                     |
| Querétaro          | 1   | Querétaro                  |
| San Luis Potosí    | 1   | Atlético de San Luis       |

### Información de los equipos participantes
| Equipo               | Entrenador        | Ciudad                           | Estadio                | Capacidad | Patrocinador       | Kit          |
| -------------------- | ----------------- | -------------------------------- | ---------------------- | --------- | ------------------ | ------------ |
| América              | Leonardo Cuéllar  | Ciudad de México                 | Azteca                 | 87 000    | AT&T               | Nike         |
| Atlas                | Fernando Samayoa  | Guadalajara, Jalisco             | Jalisco                | 56 713    | MoPlay             | Adidas       |
| Atlético de San Luis | Luis Martínez     | San Luis Potosí, San Luis Potosí | Alfonso Lastras        | 30 000    | Canel's            | Pirma        |
| Cruz Azul            | Rogelio Martínez  | Ciudad de México                 | 10 de diciembre        | 17 000    | Cemento Cruz Azul  | Joma         |
| Guadalajara          | Ramón Villa       | Guadalajara, Jalisco             | Akron                  | 49 850    | Caliente           | Puma         |
| Juárez               | Gabino Amparán    | Ciudad Juárez, Chihuahua         | Olímpico Benito Juárez | 19 703    | S-Mart             | Carrara      |
| León                 | Everaldo Begines  | León, Guanajuato                 | León                   | 31 297    | Cementos Fortaleza | Pirma        |
| Monterrey            | Héctor Becerra    | Monterrey, Nuevo León            | BBVA                   | 53 500    | BBVA México        | Puma         |
| Morelia              | Filadelfo Rangel  | Morelia, Michoacán               | Morelos                | 38 869    | Caliente           | Pirma        |
| Necaxa               | Fabiola Vargas    | Aguascalientes, Aguascalientes   | Victoria               | 25 994    | Rolcar             | Charly       |
| Pachuca              | Eva Espejo        | Pachuca, Hidalgo                 | Hidalgo                | 30 000    | Cementos Fortaleza | Charly       |
| Puebla               | Jorge Gómez       | Puebla, Puebla                   | Cuauhtémoc             | 51 726    | AT&T               | Umbro        |
| Querétaro            | Félix Martínez    | Querétaro, Querétaro             | Corregidora            | 35 575    | Banco Multiva      | Puma         |
| Santos               | Martín Pérez      | Torreón, Coahuila                | Corona                 | 30 000    | Soriana            | Charly       |
| Tigres               | Roberto Medina    | Monterrey, Nuevo León            | Universitario          | 41 615    | Cemex              | Adidas       |
| Tijuana              | Carla Rossi       | Tijuana, Baja California         | Caliente               | 27 333    | Caliente           | Charly       |
| Toluca               | Agustín Contreras | Toluca, Estado de México         | Nemesio Díez           | 30 000    | Banamex            | Under Armour |
| UNAM                 | Ileana Dávila     | Ciudad de México                 | Olímpico Universitario | 72 000    | DHL                | Nike         |

#### Sedes alternas
| Equipo      | Ciudad                | Estadio                              | Capacidad |
| ----------- | --------------------- | ------------------------------------ | --------- |
| América     | Ciudad de México      | Cancha Centenario No. 5 Club América | 2 000     |
| Atlas       | Guadalajara, Jalisco  | Alfredo "Pistache" Torres            | 3 000     |
| Guadalajara | Guadalajara, Jalisco  | Verde Valle - Cancha 2               | 2 000     |
| Monterrey   | Monterrey, Nuevo León | El Barrial                           | 1 000     |
| UNAM        | Ciudad de México      | La Cantera                           | 2 000     |

## Torneo Regular
- El Calendario completo según la página oficial de la competición.
- Los horarios son correspondientes al Tiempo del Centro de México (UTC-6 y UTC-5 en horario de verano).

| UNAM                 | 0 - 3 | Puebla    | La Cantera           | 4 de enero  | 12:00 | 825   | 0 | 0 |
| América              | 3 - 0 | Juárez    | Cancha Centenario #5 | 6 de enero  | 15:45 | 582   | 0 | 0 |
| Necaxa               | 0 - 3 | Atlas     | Victoria             | 6 de enero  | 16:00 | 349   | 1 | 0 |
| Morelia              | 2 - 0 | Toluca    | Morelos              | 6 de enero  | 16:00 | 1,324 | 1 | 0 |
| Pachuca              | 3 - 1 | León      | Hidalgo              | 6 de enero  | 19:00 | 3,328 | 2 | 0 |
| Atlético de San Luis | 3 - 1 | Santos    | Alfonso Lastras      | 6 de enero  | 20:00 | 3,487 | 3 | 0 |
| Guadalajara          | 2 - 2 | Cruz Azul | Akron                | 6 de enero  | 21:00 | 1,856 | 5 | 0 |
| Tijuana              | 3 - 0 | Querétaro | Caliente             | 6 de enero  | 21:00 | 633   | 0 | 0 |
| Monterrey            |       | Tigres    | BBVA                 | 13 de abril | 21:00 |       |   |   |

| Cruz Azul            | 1 - 2 | América     | 10 de diciembre           | 10 de enero | 15:45 | 2,563 | 2 | 0 |
| Juárez               | 0 - 0 | Guadalajara | Olímpico Benito Juárez    | 10 de enero | 20:00 | 4,709 | 1 | 0 |
| Atlas                | 3 - 2 | Morelia     | Alfredo "Pistache" Torres | 11 de enero | 11:00 | 527   | 4 | 0 |
| Puebla               | 1 - 1 | Querétaro   | Cuauhtémoc                | 12 de enero | 12:00 | 1,151 | 2 | 0 |
| Toluca               | 2 - 1 | Tijuana     | Nemesio Díez              | 13 de enero | 17:00 | 651   | 2 | 0 |
| León                 | 0 - 1 | Tigres      | León                      | 13 de enero | 19:00 | 1,585 | 4 | 0 |
| Atlético de San Luis | 1 - 2 | UNAM        | Alfonso Lastras           | 13 de enero | 20:00 | 5,890 | 0 | 0 |
| Monterrey            | 2 - 1 | Pachuca     | BBVA                      | 13 de enero | 21:00 | 3,376 | 1 | 0 |
| Santos               | 2 - 2 | Necaxa      | Corona                    | 13 de enero | 21:00 | 647   | 5 | 0 |

| Cruz Azul   | 0 - 1 | Atlas                | 10 de diciembre      | 17 de enero | 15:45 | 818   | 6 | 2 |
| Querétaro   | 0 - 2 | Juárez               | Corregidora          | 17 de enero | 16:00 | 545   | 1 | 0 |
| UNAM        | 2 - 2 | Monterrey            | La Cantera           | 18 de enero | 12:00 | 870   | 1 | 0 |
| América     | 3 - 2 | Santos               | Cancha Centenario #5 | 20 de enero | 15:45 | 516   | 4 | 0 |
| Morelia     | 1 - 2 | Necaxa               | Morelos              | 20 de enero | 16:00 | 1,200 | 2 | 1 |
| Pachuca     | 1 - 2 | Atlético de San Luis | Hidalgo              | 20 de enero | 19:00 | 2,514 | 2 | 0 |
| Guadalajara | 4 - 3 | León                 | Akron                | 20 de enero | 19:00 | 1,771 | 1 | 0 |
| Tigres      | 1 - 1 | Toluca               | Universitario        | 20 de enero | 20:00 | 7,950 | 1 | 0 |
| Tijuana     | 0 - 2 | Puebla               | Caliente             | 20 de enero | 21:00 | 733   | 1 | 0 |

| Necaxa               | 1 - 1 | América     | Victoria                  | 24 de enero | 16:00 | 1,459  | 4 | 0 |
| Juárez               | 0 - 3 | Pachuca     | Olímpico Benito Juárez    | 24 de enero | 20:00 | 1,607  | 0 | 0 |
| Atlas                | 4 - 0 | Querétaro   | Alfredo "Pistache" Torres | 25 de enero | 11:00 | 559    | 0 | 0 |
| Puebla               | 0 - 2 | Tigres      | Cuauhtémoc                | 26 de enero | 12:00 | 1,920  | 0 | 0 |
| Toluca               | 1 - 2 | Cruz Azul   | Nemesio Díez              | 27 de enero | 17:00 | 1,064  | 3 | 0 |
| León                 | 0 - 0 | Morelia     | León                      | 27 de enero | 19:00 | 431    | 2 | 0 |
| Monterrey            | 3 - 1 | Tijuana     | BBVA                      | 27 de enero | 19:00 | 3,018  | 3 | 0 |
| Atlético de San Luis | 0 - 2 | Guadalajara | Alfonso Lastras           | 27 de enero | 20:00 | 17,131 | 2 | 0 |
| Santos               | 0 - 2 | UNAM        | Corona                    | 27 de enero | 21:00 | 715    | 3 | 0 |

| Cruz Azul   | 0 - 0 | Atlético de San Luis | 10 de diciembre | 31 de enero  | 15:45 | 489    | 0 | 0 |
| Querétaro   | 0 - 2 | Monterrey            | Corregidora     | 31 de enero  | 16:00 | 649    | 0 | 0 |
| UNAM        | 1 - 1 | América              | La Cantera      | 1 de febrero | 12:00 | 873    | 1 | 0 |
| Puebla      | 0 - 1 | Necaxa               | Cuauhtémoc      | 2 de febrero | 12:00 | 554    | 3 | 0 |
| Morelia     | 1 - 0 | Santos               | Morelos         | 3 de febrero | 16:00 | 1,326  | 0 | 1 |
| Tigres      | 2 - 0 | Atlas                | Universitario   | 3 de febrero | 17:00 | 18,369 | 1 | 0 |
| León        | 5 - 1 | Toluca               | León            | 3 de febrero | 19:00 | 175    | 1 | 0 |
| Guadalajara | 0 - 1 | Pachuca              | Akron           | 3 de febrero | 19:00 | 976    | 5 | 0 |
| Tijuana     | 2 - 0 | Juárez               | Caliente        | 3 de febrero | 21:00 | 1,333  | 0 | 0 |

| Necaxa               | 1 - 4 | Tigres      | Victoria                  | 7 de febrero  | 16:00 | 1,465 | 3 | 0 |
| Juárez               | 1 - 1 | Cruz Azul   | Olímpico Benito Juárez    | 7 de febrero  | 19:00 | 1,173 | 0 | 0 |
| América              | 4 - 1 | Querétaro   | Cancha Centenario #5      | 8 de febrero  | 10:00 | 578   | 0 | 0 |
| Atlas                | 2 - 2 | Tijuana     | Alfredo "Pistache" Torres | 8 de febrero  | 11:00 | 337   | 1 | 0 |
| Monterrey            | 2 - 3 | León        | El Barrial                | 9 de febrero  | 10:30 | 582   | 6 | 1 |
| Toluca               | 0 - 1 | Puebla      | Nemesio Díez              | 10 de febrero | 17:00 | 484   | 2 | 0 |
| Pachuca              | 1 - 1 | UNAM        | Hidalgo                   | 10 de febrero | 19:00 | 2,428 | 1 | 0 |
| Atlético de San Luis | 1 - 3 | Morelia     | Alfonso Lastras           | 10 de febrero | 20:00 | 2,370 | 0 | 0 |
| Santos               | 1 - 1 | Guadalajara | Corona                    | 10 de febrero | 21:00 | 2,452 | 2 | 0 |

| Cruz Azul | 3 - 1 | Santos               | 10 de diciembre | 14 de febrero | 15:45 | 794   | 4 | 1 |
| Querétaro | 3 - 3 | Necaxa               | Corregidora     | 14 de febrero | 16:00 | 324   | 1 | 0 |
| Atlas     | 2 - 1 | Juárez               | CECAF           | 15 de febrero | 11:00 | 114   | 2 | 0 |
| Puebla    | 1 - 1 | Atlético de San Luis | Cuauhtémoc      | 16 de febrero | 12:00 | 693   | 2 | 0 |
| Morelia   | 1 - 2 | América              | Morelos         | 17 de febrero | 16:00 | 3,087 | 0 | 0 |
| Toluca    | 1 - 2 | Monterrey            | Nemesio Díez    | 17 de febrero | 18:00 | 1,023 | 0 | 0 |
| Tigres    | 3 - 1 | Pachuca              | Universitario   | 17 de febrero | 20:00 | 9,531 | 1 | 0 |
| Tijuana   | 1 - 4 | Guadalajara          | Caliente        | 17 de febrero | 21:00 | 3,733 | 2 | 0 |
| León      |       | UNAM                 | León            | 13 de abril   | 19:00 |       |   |   |

| Necaxa               | 0 - 2 | Tijuana   | Victoria             | 21 de febrero | 16:00 | 658   | 2 | 0 |
| UNAM                 | 4 - 3 | Juárez    | La Cantera           | 22 de febrero | 12:00 | 485   | 1 | 0 |
| Monterrey            | 2 - 1 | Puebla    | El Barrial           | 23 de febrero | 10:30 | 580   | 2 | 0 |
| América              | 0 - 1 | Toluca    | Cancha Centenario #5 | 24 de febrero | 15:45 | 826   | 6 | 0 |
| Morelia              | 0 - 1 | Cruz Azul | Morelos              | 24 de febrero | 16:00 | 1,295 | 3 | 0 |
| Pachuca              | 5 - 0 | Querétaro | Hidalgo              | 24 de febrero | 19:00 | 2,432 | 1 | 0 |
| Guadalajara          | 0 - 2 | Atlas     | Akron                | 24 de febrero | 19:00 | 6,011 | 6 | 0 |
| Atlético de San Luis | 1 - 6 | Tigres    | Alfonso Lastras      | 24 de febrero | 20:00 | 7,700 | 2 | 0 |
| Santos               | 1 - 2 | León      | Corona               | 24 de febrero | 21:00 | 583   | 2 | 0 |

| Cruz Azul | 1 - 0 | Necaxa               | 10 de diciembre        | 28 de febrero | 15:45 | 833   | 0 | 0 |
| Querétaro | 0 - 0 | UNAM                 | Corregidora            | 28 de febrero | 16:00 | 371   | 0 | 0 |
| Juárez    | 0 - 0 | Monterrey            | Olímpico Benito Juárez | 28 de febrero | 21:00 | 1,146 | 2 | 0 |
| Puebla    | 0 - 1 | Guadalajara          | Cuauhtémoc             | 1 de marzo    | 12:00 | 4,100 | 2 | 0 |
| Atlas     | 1 - 0 | Santos               | Jalisco                | 2 de marzo    | 15:45 | 827   | 2 | 0 |
| Toluca    | 0 - 2 | Pachuca              | Nemesio Díez           | 2 de marzo    | 18:00 | 635   | 2 | 0 |
| León      | 3 - 0 | Atlético de San Luis | León                   | 2 de marzo    | 19:00 | 407   | 0 | 0 |
| Tigres    | 3 - 1 | Morelia              | Universitario          | 2 de marzo    | 20:00 | 8,421 | 1 | 0 |
| Tijuana   | 3 - 0 | América              | Caliente               | 2 de marzo    | 21:00 | 1,733 | 1 | 0 |

| Querétaro            | 0 - 3 | Morelia   | Corregidora            | 13 de marzo | 16:00 | 260                | 2 | 0 |
| UNAM                 | 0 - 0 | Cruz Azul | Olímpico Universitario | 14 de marzo | 12:00 | 22,289             | 2 | 0 |
| Guadalajara          | 2 - 0 | Toluca    | Verde Valle - Cancha 2 | 15 de marzo | 12:00 | 0 (Puerta cerrada) | 1 | 0 |
| Puebla               | 0 - 1 | León      | Cuauhtémoc             | 15 de marzo | 12:00 | 0 (Puerta cerrada) | 1 | 0 |
| Pachuca              |       | Tijuana   | Hidalgo                | 16 de marzo | 19:00 |                    |   |   |
| América              |       | Tigres    | Azteca                 | 16 de marzo | 19:00 |                    |   |   |
| Atlético de San Luis |       | Necaxa    | Alfonso Lastras        | 16 de marzo | 20:00 |                    |   |   |
| Monterrey            |       | Atlas     | BBVA                   | 16 de marzo | 21:00 |                    |   |   |
| Santos               |       | Juárez    | Corona                 | 16 de marzo | 21:00 |                    |   |   |

| Atlas     |  | Atlético de San Luis | Alfredo "Pistache" Torres | Pospuesto | Por definir |  |  |  |
| Morelia   |  | Guadalajara          | Morelos                   | Pospuesto | Por definir |  |  |  |
| Toluca    |  | Querétaro            | Nemesio Díez              | Pospuesto | Por definir |  |  |  |
| León      |  | América              | León                      | Pospuesto | Por definir |  |  |  |
| Tigres    |  | Santos               | Universitario             | Pospuesto | Por definir |  |  |  |
| Tijuana   |  | UNAM                 | Caliente                  | Pospuesto | Por definir |  |  |  |
| Cruz Azul |  | Monterrey            | 10 de diciembre           | Pospuesto | Por definir |  |  |  |
| Necaxa    |  | Pachuca              | Victoria                  | Pospuesto | Por definir |  |  |  |
| Juárez    |  | Puebla               | Olímpico Benito Juárez    | Pospuesto | Por definir |  |  |  |

| Guadalajara |  | Necaxa               | Verde Valle - Cancha 2 | 22 de marzo | 12:00 |  |  |  |
| Puebla      |  | Atlas                | Cuauhtémoc             | 22 de marzo | 12:00 |  |  |  |
| Querétaro   |  | Cruz Azul            | Corregidora            | 22 de marzo | 16:00 |  |  |  |
| UNAM        |  | Tigres               | La Cantera             | 23 de marzo | 12:00 |  |  |  |
| Pachuca     |  | Morelia              | Hidalgo                | 23 de marzo | 19:00 |  |  |  |
| América     |  | Atlético de San Luis | Azteca                 | 23 de marzo | 19:00 |  |  |  |
| Juárez      |  | Toluca               | Olímpico Benito Juárez | 23 de marzo | 20:00 |  |  |  |
| Monterrey   |  | Santos               | BBVA                   | 23 de marzo | 21:00 |  |  |  |
| Tijuana     |  | León                 | Caliente               | 23 de marzo | 21:00 |  |  |  |

| Cruz Azul            |  | Puebla      | 10 de diciembre           | 27 de marzo | 16:00 |  |  |  |
| Necaxa               |  | Monterrey   | Victoria                  | 27 de marzo | 16:00 |  |  |  |
| Atlas                |  | Pachuca     | Alfredo "Pistache" Torres | 28 de marzo | 11:00 |  |  |  |
| Morelia              |  | UNAM        | Morelos                   | 30 de marzo | 16:00 |  |  |  |
| América              |  | Guadalajara | Azteca                    | 30 de marzo | 19:00 |  |  |  |
| León                 |  | Querétaro   | León                      | 30 de marzo | 19:00 |  |  |  |
| Atlético de San Luis |  | Toluca      | Alfonso Lastras           | 30 de marzo | 20:00 |  |  |  |
| Tigres               |  | Juárez      | Universitario             | 30 de marzo | 20:00 |  |  |  |
| Santos               |  | Tijuana     | Corona                    | 30 de marzo | 21:00 |  |  |  |

| Querétaro   |  | Atlético de San Luis | Corregidora            | 3 de abril | 16:00 |  |  |  |
| Juárez      |  | León                 | Olímpico Benito Juárez | 3 de abril | 20:00 |  |  |  |
| UNAM        |  | Necaxa               | La Cantera             | 4 de abril | 12:00 |  |  |  |
| Puebla      |  | Santos               | Cuauhtémoc             | 5 de abril | 12:00 |  |  |  |
| Toluca      |  | Atlas                | Nemesio Díez           | 6 de abril | 17:00 |  |  |  |
| Pachuca     |  | América              | Hidalgo                | 6 de abril | 19:00 |  |  |  |
| Monterrey   |  | Morelia              | BBVA                   | 6 de abril | 21:00 |  |  |  |
| Guadalajara |  | Tigres               | Akron                  | 6 de abril | 21:00 |  |  |  |
| Tijuana     |  | Cruz Azul            | Caliente               | 6 de abril | 21:00 |  |  |  |

| Cruz Azul            |  | Pachuca     | 10 de diciembre | 17 de abril | 16:00 |  |  |  |
| Necaxa               |  | Juárez      | Victoria        | 17 de abril | 16:00 |  |  |  |
| UNAM                 |  | Guadalajara | La Cantera      | 18 de abril | 12:00 |  |  |  |
| Morelia              |  | Puebla      | Morelos         | 20 de abril | 16:00 |  |  |  |
| América              |  | Monterrey   | Azteca          | 20 de abril | 19:00 |  |  |  |
| León                 |  | Atlas       | León            | 20 de abril | 19:00 |  |  |  |
| Atlético de San Luis |  | Tijuana     | Alfonso Lastras | 20 de abril | 20:00 |  |  |  |
| Tigres               |  | Querétaro   | Universitario   | 20 de abril | 20:00 |  |  |  |
| Santos               |  | Toluca      | Corona          | 20 de abril | 21:00 |  |  |  |

| Cruz Azul |  | León                 | 10 de diciembre           | 24 de abril | 16:00 |  |  |  |
| Querétaro |  | Guadalajara          | Corregidora               | 24 de abril | 16:00 |  |  |  |
| Juárez    |  | Morelia              | Olímpico Benito Juárez    | 24 de abril | 20:00 |  |  |  |
| Atlas     |  | UNAM                 | Alfredo "Pistache" Torres | 25 de abril | 11:00 |  |  |  |
| Puebla    |  | América              | Cuauhtémoc                | 26 de abril | 12:00 |  |  |  |
| Toluca    |  | Necaxa               | Nemesio Díez              | 27 de abril | 17:00 |  |  |  |
| Pachuca   |  | Santos               | Hidalgo                   | 27 de abril | 19:00 |  |  |  |
| Monterrey |  | Atlético de San Luis | BBVA                      | 27 de abril | 21:00 |  |  |  |
| Tijuana   |  | Tigres               | Caliente                  | 27 de abril | 21:00 |  |  |  |

| Necaxa               |  | León      | Victoria        | 1 de mayo | 16:00 |  |  |  |
| UNAM                 |  | Toluca    | La Cantera      | 2 de mayo | 12:00 |  |  |  |
| Morelia              |  | Tijuana   | Morelos         | 4 de mayo | 16:00 |  |  |  |
| América              |  | Atlas     | Azteca          | 4 de mayo | 19:00 |  |  |  |
| Pachuca              |  | Puebla    | Hidalgo         | 4 de mayo | 19:00 |  |  |  |
| Guadalajara          |  | Monterrey | Akron           | 4 de mayo | 19:00 |  |  |  |
| Atlético de San Luis |  | Juárez    | Alfonso Lastras | 4 de mayo | 20:00 |  |  |  |
| Tigres               |  | Cruz Azul | Universitario   | 4 de mayo | 20:00 |  |  |  |
| Santos               |  | Querétaro | Corona          | 4 de mayo | 21:00 |  |  |  |

### Tabla General
- Datos según la página oficial de la competición.
- Fecha de actualización: 17 de marzo de 2020

|     | Equipos              | PJ | PG | PE | PP | GF | GC | Dif. | Pts. |
| --- | -------------------- | -- | -- | -- | -- | -- | -- | ---- | ---- |
| 1.  | Tigres               | 8  | 7  | 1  | 0  | 22 | 5  | 17   | 22   |
| 2.  | Atlas                | 9  | 7  | 1  | 1  | 18 | 7  | 11   | 22   |
| 3.  | Guadalajara          | 10 | 4  | 3  | 2  | 16 | 10 | 6    | 18   |
| 4.  | Monterrey            | 8  | 5  | 2  | 1  | 15 | 9  | 6    | 17   |
| 5.  | América              | 9  | 5  | 2  | 2  | 16 | 11 | 5    | 17   |
| 6.  | Pachuca              | 9  | 5  | 1  | 3  | 18 | 9  | 9    | 16   |
| 7.  | León                 | 9  | 5  | 1  | 3  | 18 | 12 | 6    | 16   |
| 8.  | Cruz Azul            | 10 | 4  | 4  | 2  | 11 | 8  | 3    | 16   |
| 9.  | UNAM                 | 9  | 3  | 5  | 1  | 12 | 11 | 1    | 14   |
| 10. | Tijuana              | 9  | 4  | 1  | 4  | 15 | 13 | 2    | 13   |
| 11. | Morelia              | 10 | 4  | 1  | 5  | 14 | 12 | 2    | 13   |
| 12. | Puebla               | 10 | 3  | 2  | 5  | 9  | 9  | 0    | 11   |
| 13. | Necaxa               | 9  | 2  | 3  | 4  | 10 | 17 | -7   | 9    |
| 14. | Atlético de San Luis | 9  | 2  | 2  | 5  | 9  | 19 | -10  | 8    |
| 15. | Toluca               | 10 | 2  | 1  | 7  | 7  | 18 | -11  | 7    |
| 16. | Juárez               | 9  | 1  | 3  | 5  | 7  | 15 | -8   | 6    |
| 17. | Querétaro            | 10 | 0  | 3  | 7  | 5  | 27 | -22  | 3    |
| 18. | Santos               | 9  | 0  | 2  | 7  | 8  | 18 | -10  | 2    |

| Simbología |
| --- |
| Pos – Posición; PJ – Partidos Jugados; PG - Partidos Ganados; PE - Partidos Empatados; PP - Partidos Perdidos; GF – Goles a Favor; GC – Goles en Contra; DIF – Diferencia de Goles; PTS - Puntos. |

|  | Líder, Clasifica a Liguilla (1.º Lugar). |
|  | Clasifica a Liguilla (2.º a 8.º Lugar).  |
|  | Último lugar.                            |

## Evolución de la Clasificación
- Fecha de actualización: 22 de mayo de 2020.

| Equipo               | 1   | 2  | 3  | 4  | 5  | 6  | 7   | 8   | 9   | 10  | 11                                                                                  | 12                                                                                  | 13                                                                                  | 14                                                                                  | 15                                                                                  | 16                                                                                  | 17                                                                                  |
| -------------------- | --- | -- | -- | -- | -- | -- | --- | --- | --- | --- | ----------------------------------------------------------------------------------- | ----------------------------------------------------------------------------------- | ----------------------------------------------------------------------------------- | ----------------------------------------------------------------------------------- | ----------------------------------------------------------------------------------- | ----------------------------------------------------------------------------------- | ----------------------------------------------------------------------------------- |
| Tigres               | 11* | 9* | 7* | 6* | 4* | 2* | 2*  | 1*  | 1*  | 1** | No se disputaron debido a la cancelación del torneo por la contingencia de COVID-19 | No se disputaron debido a la cancelación del torneo por la contingencia de COVID-19 | No se disputaron debido a la cancelación del torneo por la contingencia de COVID-19 | No se disputaron debido a la cancelación del torneo por la contingencia de COVID-19 | No se disputaron debido a la cancelación del torneo por la contingencia de COVID-19 | No se disputaron debido a la cancelación del torneo por la contingencia de COVID-19 | No se disputaron debido a la cancelación del torneo por la contingencia de COVID-19 |
| Atlas                | 2   | 1  | 2  | 1  | 1  | 3  | 3   | 2   | 2   | 2*  | No se disputaron debido a la cancelación del torneo por la contingencia de COVID-19 | No se disputaron debido a la cancelación del torneo por la contingencia de COVID-19 | No se disputaron debido a la cancelación del torneo por la contingencia de COVID-19 | No se disputaron debido a la cancelación del torneo por la contingencia de COVID-19 | No se disputaron debido a la cancelación del torneo por la contingencia de COVID-19 | No se disputaron debido a la cancelación del torneo por la contingencia de COVID-19 | No se disputaron debido a la cancelación del torneo por la contingencia de COVID-19 |
| Guadalajara          | 9   | 12 | 5  | 3  | 6  | 8  | 5   | 6   | 6   | 3   | No se disputaron debido a la cancelación del torneo por la contingencia de COVID-19 | No se disputaron debido a la cancelación del torneo por la contingencia de COVID-19 | No se disputaron debido a la cancelación del torneo por la contingencia de COVID-19 | No se disputaron debido a la cancelación del torneo por la contingencia de COVID-19 | No se disputaron debido a la cancelación del torneo por la contingencia de COVID-19 | No se disputaron debido a la cancelación del torneo por la contingencia de COVID-19 | No se disputaron debido a la cancelación del torneo por la contingencia de COVID-19 |
| Monterrey            | 10* | 8* | 6* | 4* | 3* | 4* | 4*  | 4*  | 3*  | 4** | No se disputaron debido a la cancelación del torneo por la contingencia de COVID-19 | No se disputaron debido a la cancelación del torneo por la contingencia de COVID-19 | No se disputaron debido a la cancelación del torneo por la contingencia de COVID-19 | No se disputaron debido a la cancelación del torneo por la contingencia de COVID-19 | No se disputaron debido a la cancelación del torneo por la contingencia de COVID-19 | No se disputaron debido a la cancelación del torneo por la contingencia de COVID-19 | No se disputaron debido a la cancelación del torneo por la contingencia de COVID-19 |
| América              | 3   | 2  | 1  | 2  | 2  | 1  | 1   | 3   | 4   | 5*  | No se disputaron debido a la cancelación del torneo por la contingencia de COVID-19 | No se disputaron debido a la cancelación del torneo por la contingencia de COVID-19 | No se disputaron debido a la cancelación del torneo por la contingencia de COVID-19 | No se disputaron debido a la cancelación del torneo por la contingencia de COVID-19 | No se disputaron debido a la cancelación del torneo por la contingencia de COVID-19 | No se disputaron debido a la cancelación del torneo por la contingencia de COVID-19 | No se disputaron debido a la cancelación del torneo por la contingencia de COVID-19 |
| Pachuca              | 5   | 6  | 13 | 8  | 5  | 5  | 7   | 5   | 5   | 6*  | No se disputaron debido a la cancelación del torneo por la contingencia de COVID-19 | No se disputaron debido a la cancelación del torneo por la contingencia de COVID-19 | No se disputaron debido a la cancelación del torneo por la contingencia de COVID-19 | No se disputaron debido a la cancelación del torneo por la contingencia de COVID-19 | No se disputaron debido a la cancelación del torneo por la contingencia de COVID-19 | No se disputaron debido a la cancelación del torneo por la contingencia de COVID-19 | No se disputaron debido a la cancelación del torneo por la contingencia de COVID-19 |
| León                 | 13  | 18 | 18 | 16 | 14 | 11 | 13* | 10* | 8*  | 7** | No se disputaron debido a la cancelación del torneo por la contingencia de COVID-19 | No se disputaron debido a la cancelación del torneo por la contingencia de COVID-19 | No se disputaron debido a la cancelación del torneo por la contingencia de COVID-19 | No se disputaron debido a la cancelación del torneo por la contingencia de COVID-19 | No se disputaron debido a la cancelación del torneo por la contingencia de COVID-19 | No se disputaron debido a la cancelación del torneo por la contingencia de COVID-19 | No se disputaron debido a la cancelación del torneo por la contingencia de COVID-19 |
| Cruz Azul            | 8   | 13 | 15 | 12 | 13 | 14 | 9   | 7   | 7   | 8   | No se disputaron debido a la cancelación del torneo por la contingencia de COVID-19 | No se disputaron debido a la cancelación del torneo por la contingencia de COVID-19 | No se disputaron debido a la cancelación del torneo por la contingencia de COVID-19 | No se disputaron debido a la cancelación del torneo por la contingencia de COVID-19 | No se disputaron debido a la cancelación del torneo por la contingencia de COVID-19 | No se disputaron debido a la cancelación del torneo por la contingencia de COVID-19 | No se disputaron debido a la cancelación del torneo por la contingencia de COVID-19 |
| UNAM                 | 17  | 11 | 11 | 7  | 7  | 9  | 10* | 8*  | 9** |     | No se disputaron debido a la cancelación del torneo por la contingencia de COVID-19 | No se disputaron debido a la cancelación del torneo por la contingencia de COVID-19 | No se disputaron debido a la cancelación del torneo por la contingencia de COVID-19 | No se disputaron debido a la cancelación del torneo por la contingencia de COVID-19 | No se disputaron debido a la cancelación del torneo por la contingencia de COVID-19 | No se disputaron debido a la cancelación del torneo por la contingencia de COVID-19 | No se disputaron debido a la cancelación del torneo por la contingencia de COVID-19 |
| Tijuana              | 4   | 4  | 14 | 15 | 12 | 12 | 14  | 12  | 9   | 10* | No se disputaron debido a la cancelación del torneo por la contingencia de COVID-19 | No se disputaron debido a la cancelación del torneo por la contingencia de COVID-19 | No se disputaron debido a la cancelación del torneo por la contingencia de COVID-19 | No se disputaron debido a la cancelación del torneo por la contingencia de COVID-19 | No se disputaron debido a la cancelación del torneo por la contingencia de COVID-19 | No se disputaron debido a la cancelación del torneo por la contingencia de COVID-19 | No se disputaron debido a la cancelación del torneo por la contingencia de COVID-19 |
| Morelia              | 7   | 5  | 12 | 11 | 10 | 6  | 8   | 11  | 12  | 11  | No se disputaron debido a la cancelación del torneo por la contingencia de COVID-19 | No se disputaron debido a la cancelación del torneo por la contingencia de COVID-19 | No se disputaron debido a la cancelación del torneo por la contingencia de COVID-19 | No se disputaron debido a la cancelación del torneo por la contingencia de COVID-19 | No se disputaron debido a la cancelación del torneo por la contingencia de COVID-19 | No se disputaron debido a la cancelación del torneo por la contingencia de COVID-19 | No se disputaron debido a la cancelación del torneo por la contingencia de COVID-19 |
| Puebla               | 1   | 3  | 3  | 5  | 9  | 7  | 6   | 9   | 11  | 12  | No se disputaron debido a la cancelación del torneo por la contingencia de COVID-19 | No se disputaron debido a la cancelación del torneo por la contingencia de COVID-19 | No se disputaron debido a la cancelación del torneo por la contingencia de COVID-19 | No se disputaron debido a la cancelación del torneo por la contingencia de COVID-19 | No se disputaron debido a la cancelación del torneo por la contingencia de COVID-19 | No se disputaron debido a la cancelación del torneo por la contingencia de COVID-19 | No se disputaron debido a la cancelación del torneo por la contingencia de COVID-19 |
| Necaxa               | 18  | 15 | 10 | 10 | 8  | 10 | 11  | 13  | 13  | 13* | No se disputaron debido a la cancelación del torneo por la contingencia de COVID-19 | No se disputaron debido a la cancelación del torneo por la contingencia de COVID-19 | No se disputaron debido a la cancelación del torneo por la contingencia de COVID-19 | No se disputaron debido a la cancelación del torneo por la contingencia de COVID-19 | No se disputaron debido a la cancelación del torneo por la contingencia de COVID-19 | No se disputaron debido a la cancelación del torneo por la contingencia de COVID-19 | No se disputaron debido a la cancelación del torneo por la contingencia de COVID-19 |
| Atlético de San Luis | 6   | 7  | 4  | 9  | 11 | 13 | 12  | 14  | 14  | 14* | No se disputaron debido a la cancelación del torneo por la contingencia de COVID-19 | No se disputaron debido a la cancelación del torneo por la contingencia de COVID-19 | No se disputaron debido a la cancelación del torneo por la contingencia de COVID-19 | No se disputaron debido a la cancelación del torneo por la contingencia de COVID-19 | No se disputaron debido a la cancelación del torneo por la contingencia de COVID-19 | No se disputaron debido a la cancelación del torneo por la contingencia de COVID-19 | No se disputaron debido a la cancelación del torneo por la contingencia de COVID-19 |
| Toluca               | 14  | 10 | 8  | 13 | 15 | 16 | 16  | 15  | 15  | 15  | No se disputaron debido a la cancelación del torneo por la contingencia de COVID-19 | No se disputaron debido a la cancelación del torneo por la contingencia de COVID-19 | No se disputaron debido a la cancelación del torneo por la contingencia de COVID-19 | No se disputaron debido a la cancelación del torneo por la contingencia de COVID-19 | No se disputaron debido a la cancelación del torneo por la contingencia de COVID-19 | No se disputaron debido a la cancelación del torneo por la contingencia de COVID-19 | No se disputaron debido a la cancelación del torneo por la contingencia de COVID-19 |
| Juárez               | 15  | 17 | 9  | 14 | 16 | 15 | 15  | 16  | 16  | 16* | No se disputaron debido a la cancelación del torneo por la contingencia de COVID-19 | No se disputaron debido a la cancelación del torneo por la contingencia de COVID-19 | No se disputaron debido a la cancelación del torneo por la contingencia de COVID-19 | No se disputaron debido a la cancelación del torneo por la contingencia de COVID-19 | No se disputaron debido a la cancelación del torneo por la contingencia de COVID-19 | No se disputaron debido a la cancelación del torneo por la contingencia de COVID-19 | No se disputaron debido a la cancelación del torneo por la contingencia de COVID-19 |
| Querétaro            | 16  | 16 | 17 | 18 | 18 | 18 | 18  | 18  | 17  | 17  | No se disputaron debido a la cancelación del torneo por la contingencia de COVID-19 | No se disputaron debido a la cancelación del torneo por la contingencia de COVID-19 | No se disputaron debido a la cancelación del torneo por la contingencia de COVID-19 | No se disputaron debido a la cancelación del torneo por la contingencia de COVID-19 | No se disputaron debido a la cancelación del torneo por la contingencia de COVID-19 | No se disputaron debido a la cancelación del torneo por la contingencia de COVID-19 | No se disputaron debido a la cancelación del torneo por la contingencia de COVID-19 |
| Santos               | 12  | 14 | 16 | 17 | 17 | 17 | 17  | 17  | 18  | 18* | No se disputaron debido a la cancelación del torneo por la contingencia de COVID-19 | No se disputaron debido a la cancelación del torneo por la contingencia de COVID-19 | No se disputaron debido a la cancelación del torneo por la contingencia de COVID-19 | No se disputaron debido a la cancelación del torneo por la contingencia de COVID-19 | No se disputaron debido a la cancelación del torneo por la contingencia de COVID-19 | No se disputaron debido a la cancelación del torneo por la contingencia de COVID-19 | No se disputaron debido a la cancelación del torneo por la contingencia de COVID-19 |

## Estadísticas

### Clasificación juego limpio
- Datos según la página oficial de la competición.
- Fecha de actualización: 6 de marzo de 2020

| Lugar                                | Club                                 |          |          |          | Puntos   |
| ------------------------------------ | ------------------------------------ | -------- | -------- | -------- | -------- |
| 1°                                   | Juárez                               | 2        | 0        | 0        | 2        |
| 2°                                   | Querétaro                            | 2        | 0        | 0        | 2        |
| 3°                                   | Tigres                               | 3        | 0        | 0        | 3        |
| 4°                                   | Puebla                               | 3        | 0        | 0        | 3        |
| 5°                                   | UNAM                                 | 4        | 0        | 0        | 4        |
| 6°                                   | Atlético de San Luis                 | 5        | 0        | 0        | 5        |
| 7°                                   | Pachuca                              | 7        | 0        | 0        | 7        |
| 8°                                   | Morelia                              | 4        | 0        | 1        | 7        |
| 9°                                   | América                              | 8        | 0        | 0        | 8        |
| 10°                                  | Tijuana                              | 8        | 0        | 0        | 8        |
| 11°                                  | Monterrey                            | 9        | 0        | 0        | 9        |
| 12°                                  | Atlas                                | 8        | 1        | 0        | 11       |
| 13°                                  | Toluca                               | 11       | 0        | 0        | 11       |
| 14°                                  | Guadalajara                          | 12       | 0        | 0        | 12       |
| 15°                                  | Necaxa                               | 13       | 0        | 0        | 13       |
| 16°                                  | Cruz Azul                            | 14       | 1        | 0        | 17       |
| 17°                                  | León                                 | 14       | 0        | 1        | 17       |
| 18°                                  | Santos                               | 12       | 1        | 1        | 18       |
| Primera Tarjeta Amarilla             | Primera Tarjeta Amarilla             | 1 punto  | 1 punto  | 1 punto  | 1 punto  |
| Segunda Tarjeta Amarilla y Expulsión | Segunda Tarjeta Amarilla y Expulsión | 3 puntos | 3 puntos | 3 puntos | 3 puntos |
| Tarjeta Roja Directa                 | Tarjeta Roja Directa                 | 3 puntos | 3 puntos | 3 puntos | 3 puntos |

### Máximas Goleadoras
- Datos según la página oficial de la competición.
- Fecha de actualización: 6 de marzo de 2020

| Pos | Jugadora                            | Club        | Goles | Minutos jugados | Anota cada  |
| --- | ----------------------------------- | ----------- | ----- | --------------- | ----------- |
| 1.º | Sandra Stephany Mayor Gutiérrez     | Tigres      | 6     | 270             | 45.00 min.  |
| =   | Claudia Fabiola Ibarra Muro         | Atlas       | 6     | 808             | 134.67 min. |
| =   | Mónica Desiree Monsiváis Salayandia | Monterrey   | 6     | 648             | 108.00 min. |
| =   | Esbeydi Viridiana Salazar Suaste    | Pachuca     | 6     | 688             | 114.67 min. |
| 5.º | Katty Martínez Abad                 | Tigres      | 5     | 551             | 110.20 min. |
| =   | Marlyn Margoth Campa Ávalos         | América     | 5     | 558             | 111.60 min. |
| =   | Renae Nicole Cuéllar Cuéllar        | Tijuana     | 5     | 351             | 70.20 min.  |
| 8.º | Ana Paola López Yrigoyen            | Pachuca     | 4     | 732             | 183.00 min. |
| =   | Yashira Yuleth Barrientos González  | Guadalajara | 4     | 509             | 127.25 min. |
| =   | Diana Laura García Castillo         | León        | 4     | 630             | 157.50 min. |

#### Hat-Trickso más
| Jugadora                              | Club    | Local                | Resultado | Visita    | Goles       | Fecha                 | Jornada    |
| ------------------------------------- | ------- | -------------------- | --------- | --------- | ----------- | --------------------- | ---------- |
| Renae Nicole Cuéllar Cuéllar          | Tijuana | Tijuana              | 3 - 0     | Querétaro | 19' 31' 38' | 6 de enero de 2020    | Jornada 1  |
| Claudia Fabiola Ibarra Muro           | Atlas   | Atlas                | 4 - 0     | Querétaro | 36' 67' 77' | 25 de enero de 2020   | Jornada 4  |
| Sandra Stephany Mayor Gutiérrez       | Tigres  | Atlético de San Luis | 1 - 6     | Tigres    | 19' 25' 32' | 24 de febrero de 2020 | Jornada 8  |
| Lizette Montserrat Rodríguez Cisneros | Morelia | Querétaro            | 0 - 3     | Morelia   | 28' 50' 59' | 13 de marzo de 2020   | Jornada 10 |

## Asistencia
- Fecha de actualización: 17 de marzo de 2020

### Por jornada
| 1  | 12,384 | 1,548 | Atlético de San Luis vs Santos (3,487)       | Necaxa vs Atlas (349)                                       | Jornada 1  |
| 2  | 21,099 | 2,344 | Atlético de San Luis vs UNAM (5,890)         | Atlas vs Morelia (527)                                      | Jornada 2  |
| 3  | 16,917 | 1,880 | Tigres vs Toluca (7,950)                     | América vs Santos (516)                                     | Jornada 3  |
| 4  | 27,904 | 3,100 | Atlético de San Luis vs Guadalajara (17,131) | León vs Morelia (431)                                       | Jornada 4  |
| 5  | 24,744 | 2,749 | Tigres vs Atlas (18,369)                     | León vs Toluca (175)                                        | Jornada 5  |
| 6  | 11,869 | 1,318 | Santos vs Guadalajara (2,452)                | Atlas vs Tijuana (337)                                      | Jornada 6  |
| 7  | 19,299 | 2,412 | Tigres vs Pachuca (9,531)                    | Atlas vs Juárez (114)                                       | Jornada 7  |
| 8  | 20,570 | 2,286 | Atlético de San Luis vs Tigres (7,700)       | UNAM vs Juárez (485)                                        | Jornada 8  |
| 9  | 18,473 | 2,053 | Tigres vs Morelia (8,421)                    | Querétaro vs UNAM (371)                                     | Jornada 9  |
| 10 | 22,549 | 5,637 | UNAM vs Juárez (22,289)                      | Guadalajara vs Toluca , Puebla vs León (0) A puerta cerrada | Jornada 10 |
| 11 |        |       |                                              |                                                             |            |
| 12 |        |       |                                              |                                                             |            |
| 13 |        |       |                                              |                                                             |            |
| 14 |        |       |                                              |                                                             |            |
| 15 |        |       |                                              |                                                             |            |
| 16 |        |       |                                              |                                                             |            |
| 17 |        |       |                                              |                                                             |            |

### Por equipos
| Pos   | Equipo               | Total   | Promedio | Más alta | Más baja |
| ----- | -------------------- | ------- | -------- | -------- | -------- |
| 1     | Tigres               | 44,721  | 11,068   | 18,369   | 7,950    |
| 2     | Atlético de San Luis | 36,578  | 7,316    | 17,131   | 2,370    |
| 3     | UNAM                 | 25,342  | 5,068    | 22,289   | 485      |
| 4     | Pachuca              | 10,702  | 2,676    | 3,328    | 2,428    |
| 5     | Juárez               | 8,635   | 2,159    | 4,709    | 1,146    |
| 6     | Guadalajara          | 10,614  | 2,123    | 6,011    | 0        |
| 7     | Monterrey            | 7,556   | 1,889    | 3,376    | 580      |
| 8     | Morelia              | 8,232   | 1,646    | 3,087    | 1,200    |
| 9     | Tijuana              | 8,165   | 1,633    | 3,733    | 633      |
| 10    | Puebla               | 8,418   | 1,403    | 4,100    | 0        |
| 11    | Cruz Azul            | 5,497   | 1,099    | 2,563    | 489      |
| 12    | Santos               | 4,397   | 1,099    | 2,452    | 583      |
| 13    | Necaxa               | 3,931   | 983      | 1,465    | 349      |
| 14    | Toluca               | 3,857   | 771      | 1,064    | 484      |
| 15    | León                 | 2,598   | 650      | 1,585    | 175      |
| 16    | América              | 2,502   | 626      | 826      | 516      |
| 17    | Atlas                | 2,364   | 473      | 827      | 114      |
| 18    | Querétaro            | 2,149   | 430      | 649      | 260      |
| Total | Total                | 196,258 | 2,395    | 22,289   | 0        |